# Ibn Hubayra
Ibn Hubayra (arabe : بن هبيرة), de son nom complet Abu al-Muzaffar 'Awn ad-Din Yahya ibn Hubayra al-Shaybani (arabe : أبو المظفر عون الدين يحيي بن هبيرة الشيباني), est un homme politique et juriste hanbaliste arabe né en 1105 ou 1106 (499 du calendrier hégirien) à Dūr, au nord de Bagdad et mort en 1165 (560 du calendrier hégirien) à Bagdad. Il a servi en qualité de vizir sous Al-Muqtafî et son successeur Al-Mustanjid.

## Biographie
Ibn Hubayra reçoit une éducation arabe classique, étudiant à Bagdad le Coran, la linguistique arabe, et le droit islamique (fiqh) selon la tradition hanbaliste. Entré comme fonctionnaire dans l'administration du calife Al-Muqtafī, il gravit les échelons jusqu'à être nommé chef du bureau du Trésor (bayt al-Mal) puis en 1149, à l'âge de 45 ans, vizir du califat, position qu'il conserve sous le successeur d'Al-Muqtafī. 
Si son haut poste permet au hanbalisme de connaître un âge d'or, Ibn Hubayra ne le favorise pas particulièrement par rapport aux trois autres écoles dominantes, et encourage les séjours de juristes à Bagdad ; lui-même publie au moins un commentaire de hadiths. Célébré par ses contemporains pour sa piété et sa modestie, il meurt en 1165.

### Documentation
- (en) Daphna Ephrat, « Ibn Hubayra », dans Kate Fleet, Gudrun Krämer, Denis Matringe, John Nawas et Everett Rowson (dir.), Encyclopædia of Islam 3, vol. 2018-3, mars 2018 (ISBN 9789004356641, DOI 10.1163/1573-3912_ei3_COM_32140).